# Szajnsand
Szajnsand (Eredetileg: Сайншанд; ᠰᠠᠶᠢᠨᠱᠠᠩᠳᠠ) a Kelet-Góbi tartomány székhelye Mongóliában.  

## Fekvése
A Góbi sivatag keleti részén, a Transz-mongol vasútvonal mellett található.

## Éghajlata
Szajnsand éghajlata sivatagi; hosszú, nagyon száraz és nagyon hideg telekkel és rövid, forró nyárral.

## Leírása

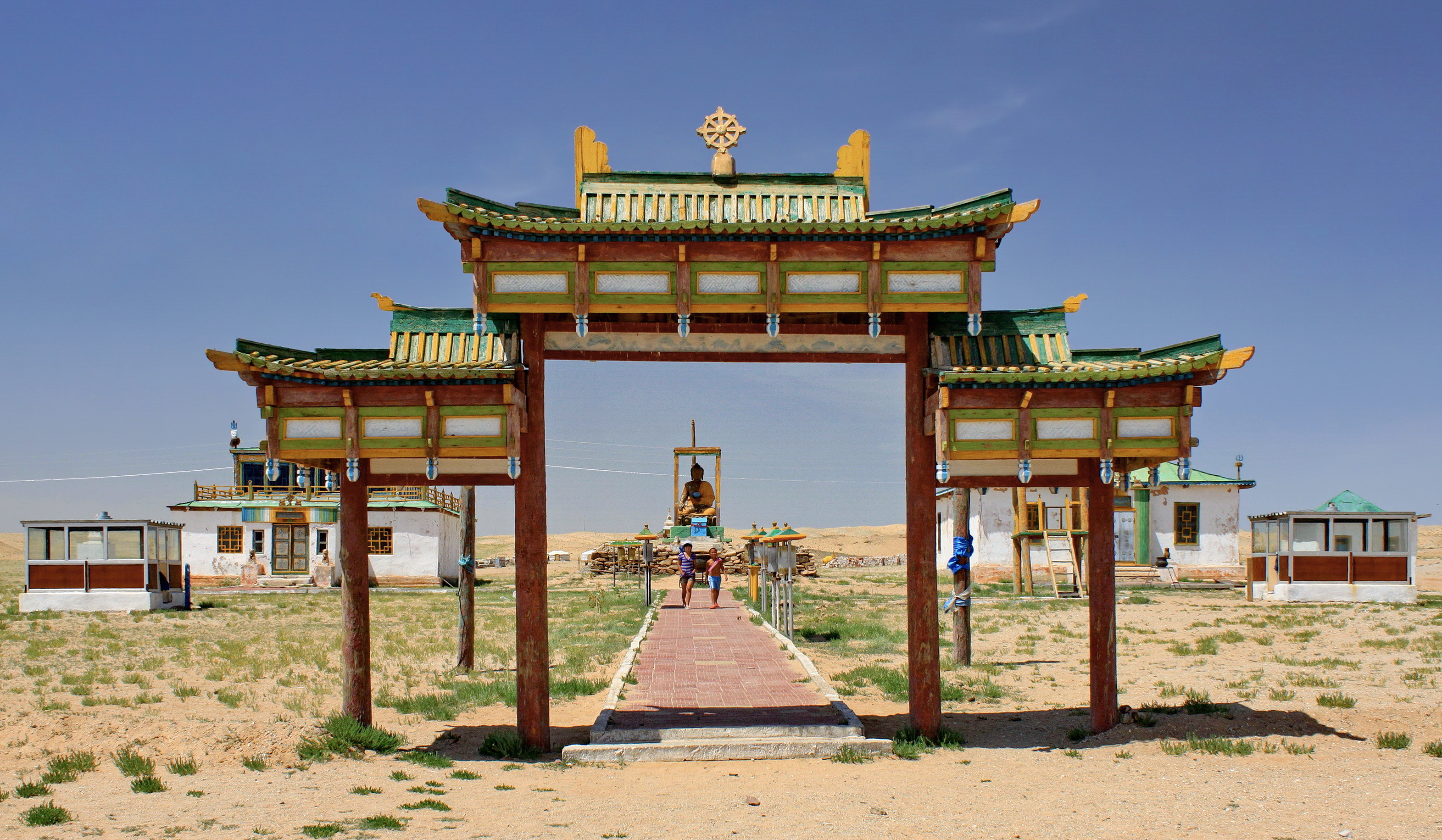
A helyreállított buddhista Khamariin Khiid kolostor bejárata

Szajnsand város területe 5 községből tevődik össze, melyből az első három alkotja a város fő, (déli) részét, a negyedik az (északi) rész, míg az ötödik (Züünbayan) egy távolabbi olajtermelő település, amely a központi résztől 46 km-rel délre található.
Szajnsand északi részen található a transz-mongol vasúti pályaudvar. A város összlakossága a 2000 évi népszámlálás adatai szerint 25 210 fő volt.

## Nevezetességek
- Helyreállított buddhista Khamariin Khiid kolostor (Khamar) 30 kilométerrel délre található a várostól és Szajnsandtól.
- Danzan Ravjaa Múzeum